# Chrysiptera sheila
Chrysiptera sheila är en fiskart som beskrevs av Randall, 1994. Chrysiptera sheila ingår i släktet Chrysiptera och familjen Pomacentridae. Inga underarter finns listade i Catalogue of Life.